# Edwin Kreuzer
Edwin Jakob Kreuzer (* 9. Juni 1947 in Ziemetshausen) ist ein deutscher Maschinenbauingenieur und Hochschullehrer. Von 1993 bis 1995 war er Vizepräsident, von 2005 bis 2011 Präsident der Technischen Universität Hamburg. Vom 1. Juli 2013 bis 31. Dezember 2021 war er Präsident der Akademie der Wissenschaften in Hamburg.

## Leben
Nach einer Lehre zum Werkzeugmacher bei der Siemens AG in Augsburg studierte Edwin J. Kreuzer von 1966 bis 1971 Maschinenbau an der heutigen Hochschule für angewandte Wissenschaften Augsburg und erwarb den akademischen Grad Ing. (grad.). Von 1971 bis 1976 setzte er sein Maschinenbaustudium an der Technischen Universität München fort und schloss es 1976 mit Diplom ab. Am dortigen Lehrstuhl B für Mechanik arbeitete er als Wissenschaftlicher Mitarbeiter, bevor er 1977 als Wissenschaftlicher Angestellter an die Universität Stuttgart wechselte. Dort wurde Edwin Kreuzer 1979 mit einer Arbeit über Symbolische Berechnung der Bewegungsgleichungen von Mehrkörpersystemen promoviert sowie 1986 mit seiner Arbeit Numerische Untersuchung nichtlinearer dynamischer Systeme habilitiert. Im Anschluss wurde er auf die dortige Professur für Nichtlineare Dynamik berufen.
Zwei Jahre später nahm er einen Ruf an die Technische Universität Hamburg-Harburg (TUHH) an, zunächst auf die Professur für Strukturdynamik, ab 1993 als Professor für Mechanik an das Institut für Mechanik und Meerestechnik der TUHH, das er von 1996 bis zu seiner Pensionierung 2012 leitete.

## Forschungsschwerpunkte
Edwin J. Kreuzer forscht vor allem auf dem Gebiet der Fluid-Struktur-Wechselwirkungen, der nichtlinearen Dynamik und der Dynamik von Mehrkörpersystemen. Er beschäftigt sich zudem mit numerischen Methoden der Dynamik und der Verzweigungstheorie sowie mit aktiven dynamischen Systemen und hat dazu bereits mehr als 300 Artikel und Monografien veröffentlicht. Kreuzer ist Herausgeber bzw. Mitherausgeber des Journal of Applied Mathematics and Mechanics, des Journal of Nonlinear Dynamics sowie des Journal of Multibody Systems Dynamics.

## Ämter, Mitgliedschaften und Aktivitäten
Von 1993 bis 1995 war er Vizepräsident, von 2005 bis 2011 Präsident der Technischen Universität Hamburg-Harburg. In dieser Eigenschaft war er von 2006 bis 2011 auch Vorsitzender der Landeshochschulrektorenkonferenz Hamburg. Von 2011 bis 2013 war er Präsident des Hanseatischen Ingenieurs Clubs in Hamburg.
Kreuzer ist darüber hinaus Mitglied in zahlreichen Fachgesellschaften wie der Gesellschaft für Angewandte Mathematik und Mechanik (GAMM), der European Mechanics Society, der European Community on Computational Methods in Applied Sciences (ECCOMAS), des IFToMM Technical Committee for Nonlinear Oscillations (TCNO) und des GAMM-Fachausschusses „Dynamik und Regelungstheorie“. Er war von 1993 bis 1996 Sekretär der GAMM und vertrat von 1996 bis 2002 Deutschland als  Mitglied im Beirat für die NATO Advanced Study Institutes.
Von 2001 bis zu ihrer Auflösung 2007 war Edwin J. Kreuzer gewähltes Mitglied der Joachim Jungius-Gesellschaft der Wissenschaften. Er ist seit 2002 Korrespondierendes Mitglied der Braunschweigischen Wissenschaftlichen Gesellschaft sowie seit 2009 Mitglied der Deutschen Akademie der Technikwissenschaften – acatech. Seit ihrer Gründung 2005 ist er Ordentliches Mitglied der Akademie der Wissenschaften in Hamburg, deren Vorstand er von 2006 bis 2008 und wieder seit 2012 angehörte. Vom 1. Juli 2013 bis zum 31. Dezember 2021 war Edwin J. Kreuzer deren Präsident als Nachfolger von Heimo Reinitzer. Seit 2015 war er zudem Vizepräsident, vom 1. September 2021 bis zum 5. Mai 2022 Präsident der Union der deutschen Akademien der Wissenschaften.

## Preise und Ehrungen
Verschiedene Gastprofessuren führten Professor Kreuzer mehrfach in die USA, nach Brasilien und China. 2004 erhielt er die Ehrenprofessur an der Nanjing University of Science and Technology in China.

## Publikationen (Auswahl)
- Symbolische Berechnung der Bewegungsgleichungen von Mehrkörpersystemen. Düsseldorf: VDI-Verl., Fortschritt-Berichte der VDI-Zeitschriften, Reihe 11, Nr. 32, 1979.
- Numerische Untersuchung nichtlinearer dynamischer Systeme. Hochschultext. Berlin u. a.: Springer-Verl., 1987. (Translation into Chinese by  Prof. Dr. F.H. Ling, Publication 1989).
- mit J.-B. Lugtenburg,  H.-G. Meißner,A. Truckenbrodt: Industrieroboter – Technik, Berechnung und anwendungsorientierte Auslegung. Berlin u. a.: Springer-Verlag, 1994.
- Computerized Symbolic Manipulation in Mechanics. CISM Courses and Lectures No. 343, Wien u. a.: Springer-Verlag, 1994.
- IUTAM Symposium on Fluid-Structure Interaction in Ocean Engineering. Proceedings of the IUTAM Symposium held in Hamburg, Germany, July 23–26, 2007. Dordrecht u. a.: Springer Verlag, 2008.